# Voo Saratov Airlines 703
Voo Saratov Airlines 703 (6W703/SOV703) foi uma rota comercial nacional de passageiros, operada pela empresa russa Saratov Airlines, utilizando um Antonov An-148, partindo do Aeroporto Internacional Domodedovo, em Moscou, com destino ao Aeroporto de Orsk. Em 11 de fevereiro de 2018, a aeronave caiu logo após decolar do aeroporto Domodedovo, matando todos os 65 passageiros e seis tripulantes a bordo.
O acidente encerrou um período de um ano e dois meses sem qualquer acidente com mortes na aviação comercial, desde o voo LaMia 2933 em novembro de 2016. Foi o acidente com mais mortes envolvendo o Antonov An-148 até o momento.

## Aeronave
A aeronave acidentada era um Antonov An-148, prefixo RA-61704 e número de série 27015040004. Ele fez seu primeiro voo em maio de 2010 e foi registrado para a Rossiya Airlines um mês depois, em 23 de junho de 2010. Ele já esteve envolvido em dois incidentes menores, um estol de compressor em 28 de julho de 2013, logo após a decolagem, e uma falha no trem de pouso do nariz, também durante a decolagem, em 23 de agosto de 2013. A aeronave tinha sido locada pela Saratov Airlines desde 8 de fevereiro de 2017.

## Acidente
A aeronave caiu próxima ao distrito de Ramensky, no Oblast de Moscou. A queda ocorreu seis minutos após a decolagem do aeroporto de Domodedovo, em Moscou, durante um voo doméstico regular de passageiros para o aeroporto de Orsk, às 14h27 (UTC+3, 11h27 UTC). Havia 65 passageiros e seis tripulantes a bordo. Acredita-se que mais de sessenta passageiros eram residentes do Oblast de Orenburgo. Todas as pessoas a bordo morreram. O resgate chegou ao local cerca de 2,5 horas após o acidente, já tendo localizado uma caixa preta. De acordo com uma fonte dentro da investigação, alguns minutos antes do acidente, o comandante relatou aos controladores sobre um problema na aeronave e teria que realizar um pouso de emergência no Aeroporto Internacional de Jukovsky. Testemunhas oculares relataram que a aeronave estava em chamas durante a queda.

## Investigação
O Comitê Interestatal de Aviação [en] é o responsável pela investigação de acidentes aéreos na Rússia. Nas primeiras horas da investigação, o Ministério dos Transportes da Rússia anunciou diversas teorias sobre o acidente, incluindo condições climáticas e fatores humanos. Relatórios posteriores indicaram que as condições climáticas nesse local eram normais. Em 13 de fevereiro de 2018, os investigadores relataram que uma análise preliminar dos dados do gravador de voo mostrou que os sistema de aquecimento dos tubos de Pitot não foi acionado e havia discrepâncias entre a indicação da velocidade do ar exibidas aos pilotos. Um indicador mostrava aumento da velocidade do ar, enquanto outro mostrava diminuição da velocidade no ar e um terceiro indicador mostrava velocidade zero. Os dados também mostraram que a aeronave estava sob controle manual quando inclinou o nariz cerca de 30° abaixo da linha do horizonte e permaneceu nessa atitude até atingir o solo. A tripulação tentou impedir a descida brusca, mas não conseguiu evitar a perda de controle.
Em 11 de junho de 2019, foi divulgado o relatório final. A conclusão foi que a elevação da altitude por instrumentos em condições meteorológicas extremas causou reações errôneas da tripulação a indicações não confiáveis de velocidade do ar, que foram causadas por bloqueios de gelo de todos os três tubos de Pitot. Isso levou à perda de controle de voo, resultando em um mergulho e colisão com o solo.

## Passageiros e tripulação
De acordo com o manifesto de voo, o voo 703 estava transportando 65 passageiros e 6 membros da tripulação. A maioria dos passageiros eram residentes de Orenburg. O Ministério das Situações de Emergência afirmou que a maioria dos passageiros eram cidadãos russos, havendo dois estrangeiros (cidadãos do Azerbaijão e da Suíça) a bordo. Todos a bordo faleceram. Os trabalhadores de resgate chegaram ao local do acidente 2,5 horas após o acidente.
O capitão de 51 anos tinha acumulado 5 000 horas de experiência de voo, das quais 2 800 estavam no Antonov An-148. O primeiro oficial tinha 35 anos.
| Nacionalidade | Passageiros | Tripulação | Total |
| ------------- | ----------- | ---------- | ----- |
| Rússia        | 63          | 6          | 69    |
| Azerbaijão    | 1           | 0          | 1     |
| Suíça         | 1           | 0          | 1     |
| Total         | 65          | 6          | 71    |